# إسكيك (الخليل)
إسكيك هي قرية فلسطينية، من قرى محافظة الخليل، تقع إلى الجنوب الغربي من دورا. وهي من القرى التي احتلتها إسرائيل خلال حرب 1967.
تُدار بواسطة مجلس قروي دير العسل التحتا.

## السكان والحكم المحلي
بلغ عدد سكان قرية إسكيك عام 2017 حوالي (212) نسمة وفق الجهاز المركزي للإحصاء الفلسطيني.